# Монтелупоне
Монтелупоне (італ. Montelupone) — муніципалітет в Італії, у регіоні Марке,  провінція Мачерата.
Монтелупоне розташоване на відстані близько 185 км на північний схід від Рима, 30 км на південь від Анкони, 11 км на північний схід від Мачерати.
Населення — 3577 осіб (2014).
Щорічний фестиваль відбувається 11 березня. Покровитель — San Firmano.

## Демографія
Населення за роками:

Станом на 1 січня 2023 року в муніципалітеті офіційно проживало 266 іноземців з 34 країн, серед них 63 громадяни країн Євросоюзу та 9 громадян України.

## Сусідні муніципалітети
- Мачерата
- Монтекозаро
- Морровалле
- Потенца-Пічена
- Реканаті